# Don Coscarelli
Don Coscarelli Jr., más conocido como Don Coscarelli (Trípoli, Libia, 17 de febrero de 1954), es un director, guionista y productor de cine estadounidense. Es conocido principalmente por su film de 1979 Phantasm (Fantasma), y la saga creada a partir de este. Su filmografía está compuesta principalmente de películas de terror, ciencia ficción y acción, y es considerado un cineasta de culto.

## Filmografía

### Cine

#### Director/Guionista
- John Dies at the End (2012) - John muere al final en España
- Bubba Ho-Tep (2002)
- Phantasm IV: Oblivion (1998) - Fantasma IV/Phantasma - Apocalipsis/Fantasma IV: Olvido (traducción literal)
- Phantasm III: Lord of the Dead (1994) - Fantasma III/Phantasma - El Pasaje del Terror/Fantasma III: El Señor de los Muertos (traducción literal)
- Survival Quest (1988) - Búsqueda de la supervivencia (traducción literal)
- Phantasm II (1988) - Fantasma II/Phantasma II - El regreso
- The Beastmaster (1982) - El señor de las bestias
- Phantasm (1979) - Fantasma/Phantasma
- Kenny & Company (1976) - Kenny & Compañía (traducción literal)
- Jim, the World's Greatest (1976) - Jim, el más grande del mundo (traducción literal)

### Televisión

#### Director/Guionista
- Masters of Horror: Incident on and Off a Mountain Road (2005)